# Daniel Wu
Daniel Wu Yin-cho (em Chinês: 吳彥祖; nascido em 30 de setembro de 1974) é um ator americano com ascendência em Hong Kong, conhecido por grandes papéis na indústria de filmes chineses. Desde sua estréia no cinema em 1998, ele tem sido destaque em mais de 60 filmes. Wu tem sido chamado de "o jovem Andy Lau", e é conhecido como um ator  "flexível e distinto" de liderança na indústria de filmes em língua chinesa.

## Biografia
Wu nasceu em Berkeley , Califórnia , e cresceu em Orinda, Califórnia. Seus pais, Diana, uma professora universitária e George Wu, um engenheiro aposentado, são nativos de Xangai, na China. Seu pai emigrou para os Estados Unidos após a revolução comunista na China em 1949, e conheceu sua mãe em Nova York, onde ela era apenas uma estudante. Depois de se casar, eles se estabeleceram na Califórnia. Wu tem duas irmãs mais velhas, Greta e Gloria. Wu desenvolveu um interesse em artes marciais quando viu Jet Li em O Templo Shaolin e Donnie Yen no Iron Monkey, e consequentemente, começou a estudar wushu com apenas 11 anos. Sua inspiração na infância foi Jackie Chan, um homem que passou a considerar Wu "como se fosse um filho". Wu estudou na escola Head-Royce em Oakland, Califórnia e mais tarde formou-se em arquitetura na Universidade de Oregon. Após a formatura, Wu viajou em 1997 para Hong Kong para testemunhar a entrega de Hong Kong , com a intenção de assumir uma carreira no cinema. Por sugestão de sua irmã, Wu começou a atuar como modelo.Quatro meses depois, o diretor de cinema Yonfan, depois de ver Wu caracterizado em um anúncio de roupas em uma estação ferroviária, chamou Wu para conversar sobre seu próximo filme, onde gostaria que o ator trabalhasse.

## Filmografia
| Ano  | Título em Inglês                 | Título em Chinês     | Personagem                      | Notas |
| ---- | -------------------------------- | -------------------- | ------------------------------- | --- |
| 1998 | Bishonen                         | 美少年の恋           | Sam Fai                         | |
| 1998 | City of Glass                    | 玻璃之城             | Daniel                          | credited as Daniel Ng; nominated: Hong Kong Film Awards, best new actor                                              |
| 1998 | Young and Dangerous: The Prequel | 新古惑仔之少年激鬥篇 | Big Head                        | credited as Daniel Ng                                                                                                |
| 1999 | Gorgeous                         | 玻璃樽               | photographer's assistant        | |
| 1999 | Gen-X Cops                       | 特警新人類           | Daniel                          | |
| 1999 | Purple Storm                     | 紫雨風暴             | Todd Nguyen                     | |
| 2000 | 2000 AD                          | 公元2000             | Benny                           | |
| 2000 | Undercover Blues                 | 刑 「殺之法」        | Joe Wong                        | |
| 2001 | Headlines                        | 頭號人物             | Peter Wong                      | |
| 2001 | Hit Team                         | 重裝警察             | Inspector Chung Chai            | |
| 2001 | Cop on a Mission                 | 知法犯法             | Mike                            | |
| 2001 | Born Wild                        | 野獸之瞳             | Tide Ho                         | |
| 2001 | Beijing Rocks                    | 北京樂與路           | Michael Wu                      | |
| 2001 | Peony Pavilion                   | 遊園驚夢             | Xing Zhi-gang                   | |
| 2002 | Beauty and the Breast            | 豐胸秘Cup            | Harper                          | |
| 2002 | Love Undercover                  | 新紮師妹             | Au Hoi-man                      | |
| 2002 | Princess D                       | 想飛                 | Joker                           | |
| 2002 | Devil Face, Angel Heart          | 變臉迷情             | Long                            | |
| 2002 | The Peeping                      | 偷窺無罪             | Calvin                          | |
| 2002 | Naked Weapon                     | 赤裸特工             | Jack Chen                       | |
| 2003 | Night Corridor                   | 妖夜迴廊             | Sam Yuen/Hung                   | also producer; nominated: Golden Horse Film Awards, best actor                                                       |
| 2003 | Love Undercover 2: Love Mission  | 新紮師妹2: 美麗任務  | Au Hoi-man                      | |
| 2003 | Hidden Track                     | 尋找周杰倫           | Police officer                  | |
| 2003 | Miss Du Shi Niang                | Miss 杜十娘          | Ken Li                          | |
| 2004 | Magic Kitchen                    | 魔幻厨房             | Kevin                           | |
| 2004 | Chiseen                          | 黐線                 |                                 | DVD version of some segments of MTV's Whatever Things                                                                |
| 2004 | Enter the Phoenix                | 大佬愛美麗           | Georgie Hung                    | |
| 2004 | One Nite in Mongkok              | 旺角黑夜             | Lai Fu                          | nominated: Hong Kong Film Awards, best actor                                                                         |
| 2004 | Around the World in 80 Days      | 80日環遊世界         | Bak Mei                         | |
| 2004 | The Twins Effect II              | 千機變II: 花都大戰   | Wei Liao                        | |
| 2004 | Beyond Our Ken                   | 公主復仇記           | Ken                             | |
| 2004 | New Police Story                 | 新警察故事           | Joe Kwan                        | winner: Golden Horse Film Awards, best supporting actor nominated: Golden Rooster Film Awards, best supporting actor |
| 2005 | DragonBlade                      | 龍刀奇緣             | Hung Lang                       | voiceover |
| 2005 | House of Fury                    | 精武家庭             | Jason                           | |
| 2005 | Divergence                       | 三岔口               | Coke                            | |
| 2005 | Drink-Drank-Drunk                | 千杯不醉             | Michael                         | |
| 2005 | Everlasting Regret               | 長恨歌               | Kang Mingxun                    | |
| 2006 | Rob-B-Hood                       | 寶貝計劃             | Brokeback Security agent Daniel | |
| 2006 | McDull, the Alumni               | 春田花花同學會       | Hostage-taker                   | |
| 2006 | The Banquet                      | 夜宴                 | Prince Wu Luan                  | |
| 2006 | The Heavenly Kings               | 四大天王             | Daniel Wu                       | also writer & director; winner: Hong Kong Film Awards, best new director                                             |
| 2007 | Protégé                          | 門徒                 | Nick                            | |
| 2007 | Ming Ming                        | 明明                 | D                               | |
| 2007 | Blood Brothers                   | 天堂口               | Ah Fung                         | |
| 2009 | Shinjuku Incident                | 新宿事件             | Jie/Joe                         | |
| 2009 | Overheard                        | 竊聽風雲             | Max Lam                         | |
| 2009 | Like a Dream                     | 如夢                 | Max                             | nominated: Golden Horse Film Awards, best actor                                                                      |
| 2009 | Jump                             | 跳出去               | Doctor                          | |
| 2010 | Hot Summer Days                  | 全城熱戀             | Sushi master                    | |
| 2010 | Triple Tap                       | 鎗王之王             | Chong Tze-wai                   | |
| 2011 | Don't Go Breaking My Heart       | 單身男女             | Kevin Fong                      | |
| 2011 | The Founding of a Party          | 建党伟业             | Hu Shih                         | |
| 2011 | Overheard 2                      | 竊聽風雲2            | Joe Szema                       | |
| 2011 | Inseparable                      | 形影不離             | Li                              | |
| 2012 | The Great Magician               | 大魔術師             | Captain Tsai                    | guest star |
| 2012 | Tai Chi 0                        | 太极                 | Mad Monk                        | |
| 2012 | Tai Chi Hero                     | 太極２ 英雄崛起      | Mad Monk                        | |
| 2012 | The Man with the Iron Fists      | 铁拳男子             | Poison Dagger                   | |
| 2012 | The Last Supper                  | 王的盛宴             | Xiang Yu                        | |
| 2012 | CZ12                             | 十二生肖             | Hospital Doctor                 | cameo |
| 2013 | Europa Report                    | 木衛二報告           | William Xu                      | |
| 2013 | Control                          | 控制                 | Mark                            | |
| 2014 | That Demon Within                | 魔警                 | Dave Wong                       | nominated: Hong Kong Film Awards, best actor                                                                         |
| 2014 | Overheard 3                      | 竊聽風雲3            | Joe                             | |
| 2014 | Don't Go Breaking My Heart 2     | 單身男女2            | Kevin Fong                      | |
| 2015 | I Am Somebody                    | 我是路人甲           |                                 | |
| 2015 | Go Away Mr. Tumor                | 滾蛋吧！腫瘤君       |                                 | |
| 2016 | Warcraft                         | 魔獸                 | Gul'dan                         | |
| 2016 | Battle of Life                   | 天火                 |                                 | Filming |

| Ano  | Título Inglês     | Título Chinês | Personagem | Notas                          |
| ---- | ----------------- | ------------- | ---------- | ------------------------------ |
| 2015 | Into the Badlands | 荒原          | Sunny      | Também como produtor executivo |